# Qatar ExxonMobil Open 2003 - Qualificazioni singolare
Le qualificazioni del singolare  del Qatar ExxonMobil Open 2003 sono state un torneo di tennis preliminare per accedere alla fase finale della manifestazione. I vincitori dell'ultimo turno sono entrati di diritto nel tabellone principale. In caso di ritiro di uno o più giocatori aventi diritto a questi sono subentrati i lucky loser, ossia i giocatori che hanno perso nell'ultimo turno ma che avevano una classifica più alta rispetto agli altri partecipanti che avevano comunque perso nel turno finale.
Le qualificazioni del torneo Qatar ExxonMobil Open 2003 prevedevano 32 partecipanti di cui 4 sono entrati nel tabellone principale.

## Teste di serie
1. Andrej Stoljarov (ultimo turno)
2. Christophe Rochus (Qualificato)
3. Filippo Volandri (secondo turno)
4. Juan Giner (secondo turno)

1. Andreas Vinciguerra (Qualificato)
2. Janko Tipsarević (secondo turno)
3. Renzo Furlan (secondo turno)
4. Vadim Kucenko (secondo turno)

## Qualificati
1. David Prinosil
2. Christophe Rochus

1. Markus Hantschk
2. Andreas Vinciguerra

## Tabellone

### Legenda
| - Q = Qualificato - WC = Wild card - LL = Lucky loser | - ALT = Alternate - SE = Special Exempt - PR = Protected Ranking | - w/o = Walkover - r = Ritirato - d = Squalificato |

### Sezione 1
|  | Primo turno      | Primo turno      | Primo turno      | Primo turno | Primo turno |  |  | Secondo turno | Secondo turno    | Secondo turno | Secondo turno  | Secondo turno  |   |   | Ultimo turno | Ultimo turno     | Ultimo turno     | Ultimo turno | Ultimo turno |  |
|  |                  |                  |                  |             |             |  |  |               |                  |               |                |                |   |   |              |                  |                  |              |              |  |
|  |                  |                  |                  |             |             |  |  |               |                  |               |                |                |   |   |              |                  |                  |              |              |  |
|  |                  |                  |                  |             |             |  |  | 1             | Andrej Stoljarov | 6             | 63             | 6              |   |   |              |                  |                  |              |              |  |
|  | Denis Gremelmayr | Denis Gremelmayr | Denis Gremelmayr | 6           | 6           |  |  |               | Denis Gremelmayr | 2             | 7              | 1              |   |   |              |                  |                  |              |              |  |
|  | Mats Bollo       | Mats Bollo       | Mats Bollo       | 0           | 0           |  |  |               |                  |               |                |                |   |   | 1            | Andrej Stoljarov | Andrej Stoljarov | 2            | 3            |  |
|  | David Prinosil   | David Prinosil   | 1                | 7           | 6           |  |  |               |                  |               | David Prinosil | David Prinosil | 6 | 6 |              |                  |                  |              |              |  |
|  | Christian Vinck  | Christian Vinck  | 6                | 5           | 0           |  |  |               | David Prinosil   | 6             | 5              | 6              |   |   |              |                  |                  |              |              |  |
|  |                  |                  |                  |             |             |  |  | 6             | Janko Tipsarević | 1             | 7              | 4              |   |   |              |                  |                  |              |              |  |
|  |                  |                  |                  |             |             |  |  |               |                  |               |                |                |   |   |              |                  |                  |              |              |  |

### Sezione 2
|  | Primo turno                  | Primo turno                  | Primo turno                  | Primo turno | Primo turno |  |  | Secondo turno | Secondo turno     | Secondo turno | Secondo turno | Secondo turno |   |   | Ultimo turno | Ultimo turno      | Ultimo turno      | Ultimo turno | Ultimo turno |  |
|  |                              |                              |                              |             |             |  |  |               |                   |               |               |               |   |   |              |                   |                   |              |              |  |
|  |                              |                              |                              |             |             |  |  |               |                   |               |               |               |   |   |              |                   |                   |              |              |  |
|  |                              |                              |                              |             |             |  |  | 2             | Christophe Rochus | 2             | 6             | 6             |   |   |              |                   |                   |              |              |  |
|  | Jurij Ščukin                 | Jurij Ščukin                 | Jurij Ščukin                 | 6           | 6           |  |  |               | Jurij Ščukin      | 6             | 3             | 4             |   |   |              |                   |                   |              |              |  |
|  | Tomáš Krupa                  | Tomáš Krupa                  | Tomáš Krupa                  | 3           | 1           |  |  |               |                   |               |               |               |   |   | 2            | Christophe Rochus | Christophe Rochus | 6            | 6            |  |
|  | Maxime Boye                  | Maxime Boye                  | Maxime Boye                  | 6           | 6           |  |  |               |                   |               | Maxime Boye   | Maxime Boye   | 2 | 2 |              |                   |                   |              |              |  |
|  | Amir Mohamed Ebrahim Bayoumi | Amir Mohamed Ebrahim Bayoumi | Amir Mohamed Ebrahim Bayoumi | 1           | 2           |  |  |               | Maxime Boye       | 2             | 6             | 7             |   |   |              |                   |                   |              |              |  |
|  | 7                            | Renzo Furlan                 | Renzo Furlan                 | 6           | 6           |  |  | 7             | Renzo Furlan      | 6             | 3             | 64            |   |   |              |                   |                   |              |              |  |
|  |                              | Stefano Pescosolido          | Stefano Pescosolido          | 4           | 4           |  |  |               |                   |               |               |               |   |   |              |                   |                   |              |              |  |

### Sezione 3
|  | Primo turno        | Primo turno               | Primo turno               | Primo turno | Primo turno |  |  | Secondo turno | Secondo turno      | Secondo turno      | Secondo turno      | Secondo turno      |   |   | Ultimo turno    | Ultimo turno    | Ultimo turno    | Ultimo turno | Ultimo turno |  |
|  |                    |                           |                           |             |             |  |  |               |                    |                    |                    |                    |   |   |                 |                 |                 |              |              |  |
|  |                    |                           |                           |             |             |  |  |               |                    |                    |                    |                    |   |   |                 |                 |                 |              |              |  |
|  |                    |                           |                           |             |             |  |  | 3             | Filippo Volandri   | Filippo Volandri   | 3                  | 4                  |   |   |                 |                 |                 |              |              |  |
|  | Markus Hantschk    | Markus Hantschk           | Markus Hantschk           | 7           | 6           |  |  |               | Markus Hantschk    | Markus Hantschk    | 6                  | 6                  |   |   |                 |                 |                 |              |              |  |
|  | Martin Damm        | Martin Damm               | Martin Damm               | 64          | 3           |  |  |               |                    |                    |                    |                    |   |   | Markus Hantschk | Markus Hantschk | Markus Hantschk | 6            | 6            |  |
|  | Massimo Dell'Acqua | Massimo Dell'Acqua        | Massimo Dell'Acqua        | 6           | 6           |  |  |               |                    | Massimo Dell'Acqua | Massimo Dell'Acqua | Massimo Dell'Acqua | 4 | 1 |                 |                 |                 |              |              |  |
|  | Mohammed Abdulla   | Mohammed Abdulla          | Mohammed Abdulla          | 1           | 3           |  |  |               | Massimo Dell'Acqua | 6                  | 4                  | 7                  |   |   |                 |                 |                 |              |              |  |
|  | 8                  | Vadim Kucenko             | Vadim Kucenko             | 6           | 6           |  |  | 8             | Vadim Kucenko      | 3                  | 6                  | 63                 |   |   |                 |                 |                 |              |              |  |
|  |                    | Mohammed-Saadon Al Kawari | Mohammed-Saadon Al Kawari | 4           | 1           |  |  |               |                    |                    |                    |                    |   |   |                 |                 |                 |              |              |  |

### Sezione 4
|  | Primo turno               | Primo turno               | Primo turno               | Primo turno | Primo turno |  |  | Secondo turno | Secondo turno        | Secondo turno        | Secondo turno       | Secondo turno       |   |   | Ultimo turno | Ultimo turno         | Ultimo turno         | Ultimo turno | Ultimo turno |  |
|  |                           |                           |                           |             |             |  |  |               |                      |                      |                     |                     |   |   |              |                      |                      |              |              |  |
|  |                           |                           |                           |             |             |  |  |               |                      |                      |                     |                     |   |   |              |                      |                      |              |              |  |
|  |                           |                           |                           |             |             |  |  | 4             | Juan Giner           | Juan Giner           | 3                   | 0                   |   |   |              |                      |                      |              |              |  |
|  | Sébastien de Chaunac      | Sébastien de Chaunac      | 6                         | 63          | 6           |  |  |               | Sébastien de Chaunac | Sébastien de Chaunac | 6                   | 6                   |   |   |              |                      |                      |              |              |  |
|  | Nenad Zimonjić            | Nenad Zimonjić            | 3                         | 7           | 1           |  |  |               |                      |                      |                     |                     |   |   |              | Sébastien de Chaunac | Sébastien de Chaunac | 3            | 4            |  |
|  | Jan Frode Andersen        | Jan Frode Andersen        | Jan Frode Andersen        | 6           | 6           |  |  |               |                      | 5                    | Andreas Vinciguerra | Andreas Vinciguerra | 6 | 6 |              |                      |                      |              |              |  |
|  | Nasser-Ghanim Al Khulaifi | Nasser-Ghanim Al Khulaifi | Nasser-Ghanim Al Khulaifi | 1           | 2           |  |  |               | Jan Frode Andersen   | Jan Frode Andersen   | 5                   | 3                   |   |   |              |                      |                      |              |              |  |
|  |                           |                           |                           |             |             |  |  | 5             | Andreas Vinciguerra  | Andreas Vinciguerra  | 7                   | 6                   |   |   |              |                      |                      |              |              |  |
|  |                           |                           |                           |             |             |  |  |               |                      |                      |                     |                     |   |   |              |                      |                      |              |              |  |